# Класифікація методів підвищення нафтовилучення
Методи підвищення нафтовилучення можна класифікувати за такими ознаками:
- ‒ досяжною величиною коефіцієнта вилучення нафти (КВН);
- ‒ механізмом досягнення ефекту підвищення нафтовилучення та/або інтенсифікації видобутку (наукова класифікація);
- ‒ типом робочих агентів та механізмом дії на пласт (класифікація, що застосовується у промисловій практиці).

## I. За коефіцієнтом вилучення нафти
розрізняють первинне, вторинне, третинне і четвертинне видобування нафти:
- Первинні методи використовують тільки природну енергію пласта, досягають КВН не більше 20‒30 %.
- Вторинні методи пов'язані з підтриманням внутріпластової енергії шляхом закачування в пласт води і природного газу. Вони досягають КВН порядка 30‒50 %.
- Третинні методи здійснюються шляхом штучного підтримання енергії пласта або штучної зміни фізико-хімічних властивостей нафти. При цьому досягається КВН на рівні 30‒60 (70) %.
- Четвертинні методи — це більш просунуті, динамічні МПН. Наприклад, китайські фахівці пропонують як четвертинний метод — заводнення продуктивного пласта рідкокристалічним флюїдом.[1]

## II. За механізмом підвищення нафтовилучення та інтенсифікації видобутку виділяють такі МПН і МІВН (наукова класифікація)
- 1. Фізичні методи.
- 2. Хімічні методи.
- 3. Біологічні методи.
- 4. Комбіновані методи.
- 5. Спеціальні методи.

Подамо коротку характеристику цих методів.

### 1. До фізичних методів належать
- а) витіснення нафти з пласта агентами:

‒ водою (заводнення) — підтримка і відновлення пластового тиску і балансу енергії здійснюються закачуванням води;
‒ газами — сухим вуглеводневим газом (метан), газоводяною сумішшю, газом високого тиску, збагаченим вуглеводневим газом, раніше ‒ повітрям, димовими газами;
‒ вуглекислим газом реалізується за таким механізмом: у пласті утворюються три зони ‒ зона первісної пластової нафти, перехідна зона від властивостей первісної нафти до властивостей діоксиду вуглецю і зона чистого СО2; при нагнітанні СО2 в заводнену зону перед ним утворюється вал нафти, який витісняє і пластову воду;
‒ газом і водою — почергове нагнітання газу і води — метод водогазової циклічної дії;
‒ розчинником — як витискувачі використовують вуглеводневі розчинники (пропан-бутанові фракції).
- б) теплофізичні методи — теплова дія на пласт та/або привибійну зону:

‒ нагнітання в пласт теплоносіїв ‒ гарячої води, водяної пари
(циклічна парова стимуляція), в тому числі і як внутрішньопластового
терморозчинника вуглеводнів;
‒ теплофізичні методи впливу на привибійну зону — циклічний і
стаціонарний електропрогрів, термоакустичні і циклічний паротеп-
ловий вплив;
‒ метод теплової облямівки — в поклад високов'язкої нафти
нагнітають теплоносій у вигляді нагрітої облямівки об'ємом понад
0,3‒0,4 від об'єму оброблюваного пласта, а потім форсовано
проштовхують облямівку по пласту холодною водою, яка нагрівається теплотою, що акумулювалася у пласті за тепловим фронтом витіснення;
‒ парогравітаційний дренаж — вдосконалена форма парової
інтенсифікації, при якій у нафтовому пласті бурять пару горизон-
тальних свердловин, одна на кілька метрів над іншою; пара під
високим тиском безперервно впорскується у верхній стовбур
свердловини, для нагрівання нафти та зменшення її в'язкості, нагріта
нафта стікає в нижній стовбур свердловини, звідки її піднімають на
поверхню;
- в) електричні методи:

‒ електромагнітний вплив — дія на пласт високочастотного
електромагнітного поля з метою підвищення дебіту нафтових сверд-
ловин; зона впливу визначається способом створення (в одній
свердловині або між кількома свердловинами) напруги і частоти
електромагнітного поля, а також електричними властивостями пласта;
крім теплових ефектів, електромагнітний вплив призводить до
деемульсації нафти, зниження температури початку кристалізації
парафіну і появи додаткових градієнтів тиску внаслідок силового
впливу електромагнітного поля на пластову рідину;
‒ електрична обробка свердловин для зниження обводненості на
видобувних нафтових свердловинах, відновлення їх продуктивності, відсічення газових конусів, а також для відновлення характеристик
нагнітальних свердловин; об'єктами є теригенні і карбонатні
колектори з глибиною залягання до 2 000 м і 3 000 м відповідно;
зазвичай, обробці підлягають свердловини з обводненістю продукції
40 ‒ 85 % і дебітом по рідині 10 ‒ 85 м3 /добу при неоднорідних
пластах із почергово високою і зниженою пористістю; при
пропусканні через нафтовий пласт імпульсів електричного струму в
тонких капілярах відбувається виділення енергії; коли кількість
виділеної енергії перевищує порогове значення, спостерігаються
зміни структури пустотного простору мікронеоднорідного
середовища і просторових структур фільтраційних потоків, відбувається руйнація кольматанта і прилеглих шарів гірської породи, газова кольматація, руйнування подвійних електричних шарів, зміна
поверхневого натягу на межі розділу фаз; після закінчення
електровпливу на пласт внаслідок зміни просторової структури
фільтраційних потоків в породі обводненість знижується на тривалий
період; застосовується схема підключення двох розташованих поруч
свердловин до колонних головок, джерелом живлення служить
дизель-генератор або високовольтний трансформатор; із силового блоку різнополярний імпульсний струм через силові кабелі подається
на металеву арматуру свердловин, тривалість електровпливу на пласт
становить 20‒30 годин.
‒ електрогідравлічна обробка свердловин (ЕГО): при
електричному розряді між двома електродами в рідкому середовищі
відбувається формування каналу наскрізної провідності з наступним
його розширенням до низькотемпературної плазмової каверни, що
утворює ударну хвилю і хвилі стиснення; тривалість дії ударної хвилі
не перевищує 0,3×10‒6 с; поширюючись у присвердловинній зоні, вона
руйнує кольматаційні утворення;
- г) хвильовий вплив: — об'ємний хвильовий вплив на нафтове родовище при якому на

поверхні родовища нафти створюються монохроматичні коливання
певної амплітуди, що поширюються у вигляді конуса від поверхні до
нафтового пласта, охоплюючи об'єм у зоні радіусом 1,5–5 км від
епіцентру впливу (https://www.youtube.com/watch?v=7YTe3daetzo); — віброхвильовий вплив на породи продуктивного нафтового пласта створюється при роботі штангового насоса, в результаті чого у
масиві формуються хвилі пружних деформацій, які поширюються на
великі відстані від свердловини і забезпечують отримання значних
ефектів, як у збуджуваній свердловині, так і у свердловинах в радіусі
2–2,5 км від неї; інфра-низькочастотні пружні коливання формують у
пласті зону розміцнення, що покращує його фільтраційні
характеристики; — акустична обробка свердловин заснована на перетворенні
електричної енергії змінного струму в енергію пружних хвиль із
частотою коливань 20 кГц в інтервалі перфорації свердловини;
частота ультразвукової хвилі визначає її специфічні особливості: можливість розповсюдження спрямованими пучками і можливість генерації хвиль, що переносять значну механічну енергію; при
взаємодії акустичного поля з гірськими породами досягається: збільшення їх проникності завдяки змінам структури пустотного простору, руйнування мінеральних солевідкладів, акустична дегазація
і зниження в'язкості нафти, залучення в розробку низькопроникних і
закольматованих пропластків порід продуктивного пласта;
- д) вібраційні методи впливу на нафтові поклади — безперервні

коливальні процеси генерують у привибійній зоні пласта за
допомогою гідравлічних вібраторів, що спускаються на трубах і
приводяться в дію прокачуванням через них робочої рідини (нафти); у
гідравлічних вібраторах типу ГВВ імпульси тиску на вибої виникають унаслідок того, що турбіна, яка обертається під впливом потоку рідини, поперемінно перекриває та відкриває вихід рідини з корпусу
вібратора; залежно від витрат рідини і параметрів вібратора імпульси
тиску на вибої можуть досягати кількох мегапаскалів (МПа); вібратор генерує хвильові процеси, що супроводжуються «диханням» тріщин, винесенням у свердловину забруднюючих частинок і води з пор
пласта, зниженням в'язкості пластової нафти;
- е) азотно-імпульсна обробка нафтових свердловин ‒ призначена

для збільшення нафтовидобутку шляхом вибіркового впливу
імпульсами тиску, які створюють газогенератори, на локальні ділянки
найбільшої нафтонасиченності в інтервалі перфорації свердловини;
імпульси тиску руйнують кольматаційні утворення, збільшуючи
проникність присвердловинної зони; газогенератори заряджаються
азотом до тиску 100 атм; комплект заглибних газогенераторів для
п'яти- і шестидюймової обсадної колони встановлюють в інтервалі
обробки пласта, в ході обробки протягом 1,0‒1,5 метра уздовж
стовбура свердловини генеруються імпульси тиску до 120‒150 МПа, при цьому залежно від стану зони обробки регулюються параметри імпульсного впливу по амплітуді, частоті і тривалості імпульсів;
тривалість обробки свердловини не перевищує 24 годин;
- ж) ударно-хвильова дія на привибійну зону пласта — передбачає

високовольтний імпульсний пробій рідини у привибійній зоні, електричним розрядом; хвилі стиснення, які збуджуються під час цього, циклічно навантажують пористе насичене середовище, багаторазово відбиваються та трансформуються у хвилі стискання-розтягування; завдяки їх повторюваної знакозмінної дії руйнуються
кольматаційні відкладення, покращується гідродинамічний зв'язок системи пласт–свердловина.
- з) Плазмово-імпульсний вплив на продуктивний нафтовий пласт — (ПІВ) — один з методів інтенсифікації видобутку нафти і газу, заснований на використанні резонансних властивостей пласта. Метод полягає у підвищенні проникності та п'єзопровідності продуктивного пласта за рахунок створення розгалуженої системи мікротріщин та зміни динамічних характеристик флюїду (нафта, газ, конденсат, вода). Вплив на видобувні свердловини викликає приплив флюїду до свердловини, а вплив на свердловини нагнітальні веде до збільшення їх прийомистості. Електричний струм високої напруги (3000) пропускається через електроди розрядника в районі робочого інтервалу всередині свердловини. Електрична дуга, що характеризується високим ступенем розкладання молекул та іонізацією, призводить до утворення плазми з миттєвим підвищенням температури (близько 20 000 — 40 000 °С). Завдяки цьому протягом декількох мікросекунд розвивається високий тиск (близько 10 МПа). Миттєве розширення плазми створює ударну хвилю, а подальше охолодження та стиск плазми викликає хвилю стиснення та зворотний приплив флюїду в свердловину через перфораційні отвори в колоні обсадної.

### 2. До хімічних методів належать
реагентні обробки нафтових свердловин при яких для інтенсифікації нафтовидобутку використовують органічні і мінеральні речовини в рідкій або твердій
фазі.
За механізмом взаємодії з кольматуючими утвореннями реагентів застосовуються такі різновиди:
‒ кислотної дії, розчинна спроможність яких заснована на
кислотних властивостях водного розчину, що визначаються
концентрацією йонів водню;
‒ кислотна обробка свердловин, яка полягає в закачуванні у
свердловину і продавлюванні у пристовбурову зону нафтоносного
пласта рідиною або повітрям під тиском інгібованих кислотовмісних
розчинів на основі соляної, азотної, флуористоводневої, оцтової, сульфамінової кислот або їх сумішей; добір кислот здійснюється залежно від характеру, складу і структури порід навколо свердловини;
після закінчення процесу реагування кислотного розчину з породами
нафтоносного пласта свердловина прокачується ерліфтом або
глибинним насосом із утилізацією рідини на поверхні; у
процесі дренування свердловини відбирають контрольні проби рідини
і перевіряють їх на залишкову кислотність; після досягнення
значення рН, що дорівнює пластовій рідині, прокачування
припиняють і свердловину вводять в експлуатацію; застосовуються
різновиди кислотних обробок: кислотні ванни, прості кислотні
обробки (ПКО), кислотні обробки під тиском, пінокислотні обробки, багаторазові обробки, поінтервальні (ступінчасті) кислотні обробки, кислотоструминні (гідромоніторні) обробки, спирто-піно-кислотні
обробки, газокислотні обробки, глинокислотні обробки, термохімічні
обробки, термокислотні обробки; кислотну ванну ставлять для
очищення вибою свердловини від глинистої кірки, вона може
проводитися без тиску і під тиском;
‒ окисно-відновної дії, реакції яких засновані на перенесенні
електронів від відновлювача до окиснювача, що супроводжується
зміною фазового стану компонентів, які входять до складу реагуючих
речовин;
‒ комплексної дії, що забезпечують утворення розчинних
комплексних сполук за участю моно- і полівалентних металів;
‒ поліфункціональні реагенти, розчинна здатність яких
заснована на поєднанні кислотної і окислювально-відновної дії на
кольматуючі утворення і породи продуктивного пласта.
- заводнення (розчини лугів) і силікатно-лужне заводнення (розчин
силікату натрію з лужними властивостями), сірчано-кислотне
заводнення (нагнітання сірчаної кислоти у вигляді облямівки);
‒ витіснення нафти діоксидом вуглецю (газ, рідина, водний
розчин) та міцелярними розчинами і міцелярно-полімерне заводнення
(облямівки міцелярного і полімерного розчинів);
- б) депресійно-репресійна хіміко-гідродинамічна дія на

привибійну зону пласта: у результаті циклічної дії на пласт у режимі
депресія–відновлення гідростатичного тиску відбувається очищення
привибійної зони пласта і поступове заповнення свердловини
(внутрішнього об'єму НКТ) пластовим флюїдом; можлива також
циклічна багаторазова дія на пласт або безперервне відкачування
пластового флюїду при заданій величині депресії; після очищення
(декольматації) привибійної зони пласта забезпечується дренування
пласта з відкачуванням певної кількості рідини; технологія
реалізується за допомогою встановленого на насосно-компресорних
трубах пакера і змонтованого над ним гідровакуумного пристрою, робоча рідина: пластова або технічна вода, водний розчин NaCl чи
CaCl2, товарна дегазована нафта;
- в) внутрішньопластове горіння (хіміко-фізичний або термо-

хімічний метод) — ґрунтується на екзотермічних хімічних
окиснювальних реакціях пластової нафти із закачуваним у пласт окис-
нювачем (звичайно киснем повітря); часто в зону генерації тепла
подаються також вуглеводневий газ і вода; за співвідношенням витрат
води і повітря розрізняють сухе (без нагнітання води), вологе
(нагнітання до 2‒3 л/м3 води) і надвологе (нагнітання понад 2‒3 л/м3
води) горіння; створення зони екзотермічних реакцій, яка
переміщується по пласту, нагріває нафту, зменшує її в'язкість (фізичні
процеси) і, як результат, збільшує видалення неспаленої її частини
(часто цей метод експлуатаційники зараховують до теплових, хоча
природа утворення тепла — хімічна);
- г) реагентно-гідроімпульсна віброструминна обробка нафтових

свердловин — комбінований метод збільшення нафтовидобутку
свердловин технологія якого реалізується за допомогою
віброструминного декольмататора, що руйнує кольматаційні
утворення закачуванням у привибійну зону кислот або інших
реагентів шляхом багаторазових гідравлічних ударів і виносу на
поверхню продуктів реакції;

### 3. До біологічних методів належать
мікробіологічні методи дії на нафтові поклади шляхом активізації аеробних і анаеробних бактерій у привибійній зоні нагнітальних свердловин, що спричиняє окиснення залишкової нафти з утворенням органічних кислот, спиртів, поверхнево-активних речовин, вугільної кислоти, з виділенням газів (метан та ін.).

### 4. Комбіновані методи поєднують фізичні, хімічні і біологічні методи
- а) фізико-хімічні методи впливу на нафтові поклади покращують

заводнення внаслідок зниження міжфазового поверхневого натягу та
зміни відношень рухомостей фаз і сприяють вилученню
залишкової нафти із заводнених пластів:

‒ запомповування водних розчинів поверхнево-активних
речовин (заводнення розчинами ПАР), полімерне заводнення, лужне заводнення (розчини лугів) і силікатно-лужне заводнення (розчин силікату натрію з лужними властивостями), сірчано-кислотне
заводнення (нагнітання сірчаної кислоти у вигляді облямівки);
‒ витіснення нафти діоксидом вуглецю (газ, рідина, водний
розчин) та міцелярними розчинами і міцелярно-полімерне заводнення
(облямівки міцелярного і полімерного розчинів);
- б) депресійно-репресійна хіміко-гідродинамічна дія на

привибійну зону пласта: у результаті циклічної дії на пласт у режимі
депресія–відновлення гідростатичного тиску відбувається очищення
привибійної зони пласта і поступове заповнення свердловини
(внутрішнього об'єму НКТ) пластовим флюїдом; можлива також
циклічна багаторазова дія на пласт або безперервне відкачування
пластового флюїду при заданій величині депресії; після очищення
(декольматації) привибійної зони пласта забезпечується дренування
пласта з відкачуванням певної кількості рідини; технологія
реалізується за допомогою встановленого на насосно-компресорних
трубах пакера і змонтованого над ним гідровакуумного пристрою, робоча рідина: пластова або технічна вода, водний розчин NaCl чи
CaCl2, товарна дегазована нафта;
- в) внутрішньопластове горіння (хіміко-фізичний або термо-

хімічний метод) — ґрунтується на екзотермічних хімічних
окиснювальних реакціях пластової нафти із закачуваним у пласт окис-
нювачем (звичайно киснем повітря); часто в зону генерації тепла
подаються також вуглеводневий газ і вода; за співвідношенням витрат
води і повітря розрізняють сухе (без нагнітання води), вологе
(нагнітання до 2‒3 л/м3 води) і надвологе (нагнітання понад 2‒3 л/м3
води) горіння; створення зони екзотермічних реакцій, яка
переміщується по пласту, нагріває нафту, зменшує її в'язкість (фізичні
процеси) і, як результат, збільшує видалення неспаленої її частини
(часто цей метод експлуатаційники зараховують до теплових, хоча
природа утворення тепла — хімічна);
- г) реагентно-гідроімпульсна віброструминна обробка нафтових

свердловин — комбінований метод збільшення нафтовидобутку
свердловин технологія якого реалізується за допомогою
віброструминного декольмататора, що руйнує кольматаційні
утворення закачуванням у привибійну зону кислот або інших
реагентів шляхом багаторазових гідравлічних ударів і виносу на
поверхню продуктів реакції;
- д) гідравлічний розрив пласта (фізико-хімічний метод, гідроудар

складає його фізичну частину, набір застосовуваних реагентів — хімічну):
- -  — кислотний гідравлічний розрив пласта (КГРП);
  -  — селективний ГРП;
  -  — направлений ГРП;
  -  — MSW-frac (Multy Storey Well + fracking) ‒ технологія

багатоярусного буріння з проведенням ГРП;
- -  — газодинамічний розрив пласта (ГДРП);
- е) електрогідравлічна та електрична обробка нафтових сверд-

ловин для підвищення нафтовилучення: при електричному розряді
між двома електродами в рідкому середовищі відбувається
формування каналу наскрізної провідності з наступним його
розширенням до низькотемпературної плазмової каверни, що утворює
ударну хвилю і хвилі стиснення; поширюючись у присвердловинній
зоні, вона руйнує кольматаційні утворення; ефективність
електрогідравлічної обробки визначається тиском ударної хвилі і
числом генеруючих імпульсів уздовж інтервалу перфорації;
- ж) воднева термобарохімічна технологія збільшення продуктив-

ності нафтових, газових і газоконденсатних свердловин ‒ забезпечує
розкольматування привибійної зони продуктивних пластів; полягає у
комплексному водневому термобарохімічному впливі на
кольматаційну зону пласта; використовується ефект водневої
активації процесів дифузії та фільтрації флюїду в пористому сере-
довищі продуктивного пласта під час протікання екзотермічної
реакції;
- и) імпульсно-ударні методи впливу на нафтові поклади

причиняють дію на породи потужними ударними хвилями, що
генеруються під час вибуху на вибої глибинних бомб і зарядів
вибухових речовин (ВР) спеціального призначення; утворювана
мережа тріщин у твердих породах разом із супроводжуючими вибух
тепловими ефектами та фізико-хімічними змінами властивостей нафти
під впливом продуктів вибуху, що проникають у пори пласта, створюють сприятливі умови для поліпшення припливу нафти і газу
до свердловин, крім того позитивний вплив на нафту мають продукти
згоряння, збільшуючи її текучість (як правило, продукти згоряння
містять діоксид вуглецю, соляну кислоту, воду, хлор, оксиди азоту); ці
речовини, діючи на продуктивний пласт, розчиняють карбонатні
складові породи, руйнують адсорбційні шари на межах розділу;
Сукупна дія фізичних і хімічних чинників сприяють збільшенню
дебітів свердловин;
- к) термокислотна обробка свердловини — комбінований процес, у

першій фазі якого здійснюється термохімічна обробка, у другій (без
перерви у часі) — звичайна, проста соляно-кислотна обробка.

### 5. Спеціальні методи (включають схемні, алгоритмічні та ін. рішення)
‒ зміна напрямків фільтраційних потоків ‒ гідродинамічний метод підвищення нафтовилучення із пласта під час заводнення, технологічна суть якого полягає в тому, що нагнітання води зупиняється в одних свердловинах і переноситься на інші, внаслідок
чого змінюються напрямки руху фільтраційних потоків до 90°;
‒ потоковідхиляючі методи засновані на закачуванні в
нагнітальні свердловини обмежених об'ємів спеціальних реагентів, призначених для зниження проникності високопроникних прошарків пласта (аж до їх блокування), з метою вирівнювання приймальності
свердловини по розрізу пласта і, тим самим, створення більш
рівномірного фронту витіснення і зменшення проривів води у
видобувні свердловини;
‒ метод змінних тисків (вплив на привибійну зону пласта), який
полягає в здійсненні у привибійній зоні змінних навантажень шляхом
створення в експлуатаційній колоні високого тиску нагнітанням
рідини з його наступним зменшенням; у фазі зменшення тиску
кольматанти привибійної зони інтенсивним потоком рідини
виносяться із привибійної зони у свердловину, завдяки чому
досягається підвищення продуктивності (приймальності) свердловини;
‒ форсування відбирань рідини — гідродинамічний метод
підвищення нафтовилучення із пластів під час заводнення, шляхом
постійного збільшення дебітів видобувних свердловин
(зменшення вибійного тиску) внаслідок чого створюються високі
градієнти тиску у пласті, залучаються до розробки залишені цілики
нафти, лінзи, тупикові і застійні зони, малопроникні пропластки тощо;
‒ циклічний вплив на пласт — періодична зміна об'єму запомповування робочого аґента в пласт через всі, або через групи нагнітальних свердловин, яка передбачає зміну тиску і швидкості
потоків рідини з метою покращення виробки неоднорідного пласта
внаслідок більш повного використання капілярних і гідродинамічних сил;
‒ азотно-імпульсна обробка нафтових свердловин призначена
для збільшення нафтовидобутку шляхом вибіркового впливу ім-
пульсами тиску, які створюють газогенератори, на локальні ділянки
найбільшої нафтонасиченності в інтервалі перфорації свердловини;
ефект досягається внаслідок відновлення фільтраційних властивостей
присвердловинної зони; імпульси тиску руйнують кольматаційні
утворення, збільшуючи проникність присвердловинної зони
(https://www.youtube.com/watch?v=ay0XXXKdrzI);

‒ метод зривної кавітації — обробка фільтрової і привибійної
зони кавітаційним генератором імпульсів тиску (КГІТ); при роботі
КГІТ у режимі періодичної зривної кавітації виникає послідовність
фаз тиску ‒ репресії і депресії, що діють на фільтрову і привибійну
зону свердловини; динамічний тиск, що створюється генератором, має
нелінійний, імпульсний характер із тривалістю імпульсів
2‒3 мікросекунди і частотою повторення 700‒12 000 Гц; ефективна
зона поширення імпульсів тиску перевищує 50 м, імпульси тиску ‒
керовані і можуть досягати сотень і тисяч атмосфер; в результаті
впливу знакозмінного тиску виникають нові тріщини, фільтраційні
канали привибійної зони звільняються від забруднень: механічних
домішок, колоїдних частинок, відкладень солей, асфальто-смоло-
парафінових складників нафти, продуктів окиснення і, як наслідок, відбувається очищення каналів та відновлення проникності пласта; у видобувних свердловинах поліпшується приплив флюїдів, посилюється їх проникнення з привибійної зони і знижується обводненість, у нагнітальних свердловинах збільшується приймальність, що забезпечує підтримку необхідного пластового тиску;
‒ схемні рішення при бурінні — буріння бокових стовбурів (в тому числі
горизонтальних), багатовибійні свердловини (профілі «риб'яча
кістка», «березовий листок» тощо).

## ІІІ. За типом робочих агентів та механізмом дії на пласти
класифікація МПН і МІВН має такий вигляд (класифікація, що застосовується у промисловій практиці).
- 1. Теплові методи:

‒ паротеплова дія на пласт;
‒ внутрішньопластове горіння;
‒ витіснення нафти гарячою водою;
‒ пароциклічні обробки свердловин.
- 2. Газові методи: закачування повітря у пласт;

‒ вплив на пласт вуглеводневим газом;
‒ вплив на пласт діоксидом вуглецю;
‒ вплив на пласт азотом, димовими газами та ін.
- 3. Хімічні методи:

‒ вплив на пласт водними розчинами ПАР;
‒ вплив на пласт пінними системами; — вплив на пласт розчинами полімерів та іншими загущуючими
агентами;
‒ вплив на пласт лужними розчинами;
‒ вплив на пласт кислотами;
‒ вплив на пласт композиціями хімічних реагентів (зокрема
міцелярні розчини та ін.);
‒ мікробіологічна дія на пласт.
- 4. Гідродинамічні методи:

‒ інтегровані технології;
‒ залучення до розробки недренованих запасів;
‒ бар'єрне заводнення на газонафтових покладах;
‒ нестаціонарне (циклічне) заводнення;
‒ форсований відбір рідини;
‒ ступінчасто-термальне заводнення.
- 5. Потоковідхилюючі методи (ПВМ).

Потоковідхиляючі методи засновані на закачуванні в нагнітальні
свердловини обмежених об'ємів спеціальних реагентів, призначених
для зниження проникності високопроникних прошарків пласта (аж до
їх блокування), з метою вирівнювання приймальності свердловини по
розрізу пласта і, тим самим, створення більш рівномірного фронту
витіснення і зменшення проривів води у видобувні свердловини.
- 6. Група комбінованих методів.

З точки зору впливу на пластову систему в більшості випадків
реалізується саме комбінований принцип впливу, що поєднує
гідродинамічний та тепловий методи, гідродинамічний та фізико-
хімічний методи, тепловий та фізико-хімічний методи тощо.
- 7. Фізичні методи збільшення дебіту свердловин.

Окремо слід сказати про так звані фізичні методи збільшення
дебіту свердловин. Об'єднувати їх з методами збільшення
нафтовіддачі не зовсім правильно через те, що використання методів
збільшення нафтовіддачі характеризується збільшеним потенціалом
витіснювального агента, а у фізичних методах збільшення дебіту свердловин досягається внаслідок використання природної енергії
пласта.
Найчастіше застосовуються такі фізичні методи збільшення
дебіту свердловин: — гідророзрив пласта; — буріння бокових стовбурів (в тому числі горизонтальних); — електромагнітний вплив; — хвильовий вплив на пласт; — інші аналогічні методи.